# Harald Wannheden
Nils Harald Engelbrekt Wannheden, född 27 april 1919 i Karlshamn, död 28 juli 2008 i Norrköping, var en svensk elektroingenjör.
Wannheden, som var son till ingenjör Carl Nilsson och Margarete Paschasius, utexaminerades från Kungliga Tekniska högskolan 1941 och avlade reservofficersexamen vid Luftvärnet 1942. Han var ingenjör vid Statens vattenfallsverk i Stockholm och Uppsala 1942–1954, överingenjör vid Stora Kopparbergs Bergslags AB i Falun 1954–1955 och verkställande direktör för Norrköpings kommunala affärsverk från 1955 till pensioneringen.